# Stipa multinodis
Stipa multinodis är en gräsart som beskrevs av Frank Lamson Scribner och William James Beal. Stipa multinodis ingår i släktet fjädergrässläktet, och familjen gräs. Inga underarter finns listade i Catalogue of Life.